# Mitsubishi Space Runner
Der Mitsubishi Space Runner ist ein Kompaktvan von Mitsubishi Motors, der zwischen Herbst 1991 und Sommer 1999 in der ersten und von Sommer 1999 und Mitte 2002 in der zweiten Generation produziert wurde. Die japanische Bezeichnung war Mitsubishi RVR. Das Originallogo der ersten beiden RVR-Generationen hatte ein kyrillisches Я als ersten Buchstaben, gelesen wurde es also ЯVR.
Den Namen RVR hat Mitsubishi im Jahr 2010 für ein Crossover-SUV-Modell wieder belebt. In Europa wird er als Mitsubishi ASX vermarktet, in Nordamerika als Outlander Sport.

## 1. Generation (N10/N20; 1991–1999)
Der Space Runner besaß vier Türen: zwei Vordertüren, eine Schiebetüre auf der Beifahrerseite und eine Heckklappe, was damals in dieser Klasse eine Besonderheit darstellte. Bis zur B-Säule ist der Mitsubishi Space Runner mit dem Mitsubishi Space Wagon identisch.
1996 gab es für beide Fahrzeuge ein Facelift.
Motorisiert waren alle Modelle mit Vierzylinder-Motoren. Alle Motoren waren in Verbindung mit einer Vier-Gang-Automatik oder einem Fünf-Gang-Schaltgetriebe erhältlich. Top-Motorisierung in Japan war der RVR Hyper Sports Gear R mit dem turboaufgeladenen 2,0-l 16V DOHC 4G63-Motor mit Allrad aus dem Mitsubishi Lancer Evolution. Dieser leistete hier 250 PS (184 kW). Ein Sports Gear mit etwas weniger Leistung war ebenfalls erhältlich. Darüber hinaus gab es eine dreitürige Variante mit dem Namen RVR Open Gear, die über ein elektrisches Targa-Dach verfügte.

In Amerika wurde diese Generation unter einer Vielzahl von Marken und Namen angeboten, was auf die Kooperation von Chrysler und Mitsubishi zurückzuführen ist (Diamond-Star Motors). Von Mitsubishi selbst wurde das Fahrzeug als Mitsubishi Expo LRV verkauft, als kleinere Variante des Expo (Space Wagon). Weitere Verkaufsbezeichnungen waren Eagle Summit Wagon, Plymouth Colt Vista und Dodge Colt Vista.

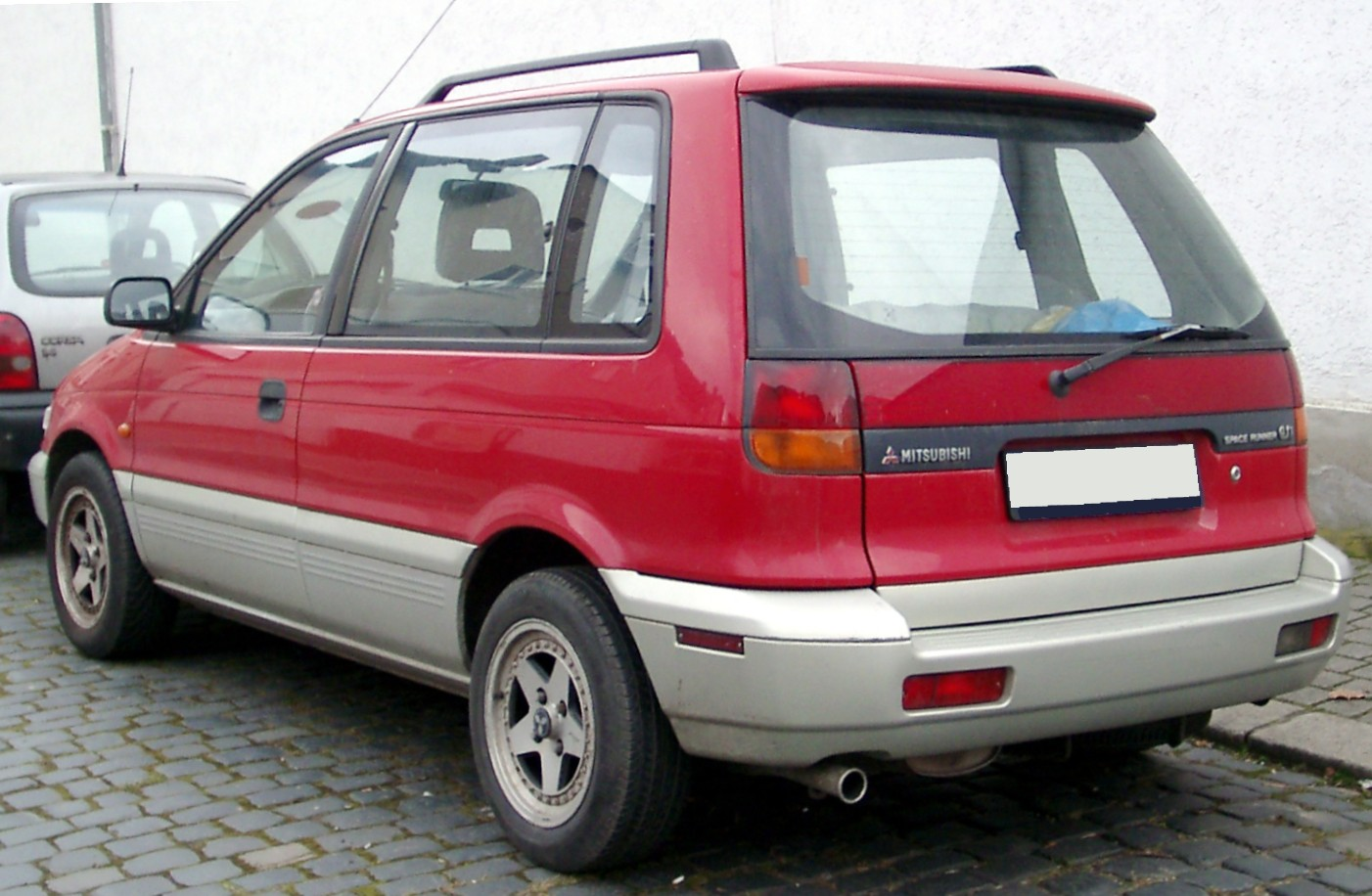
Heckansicht
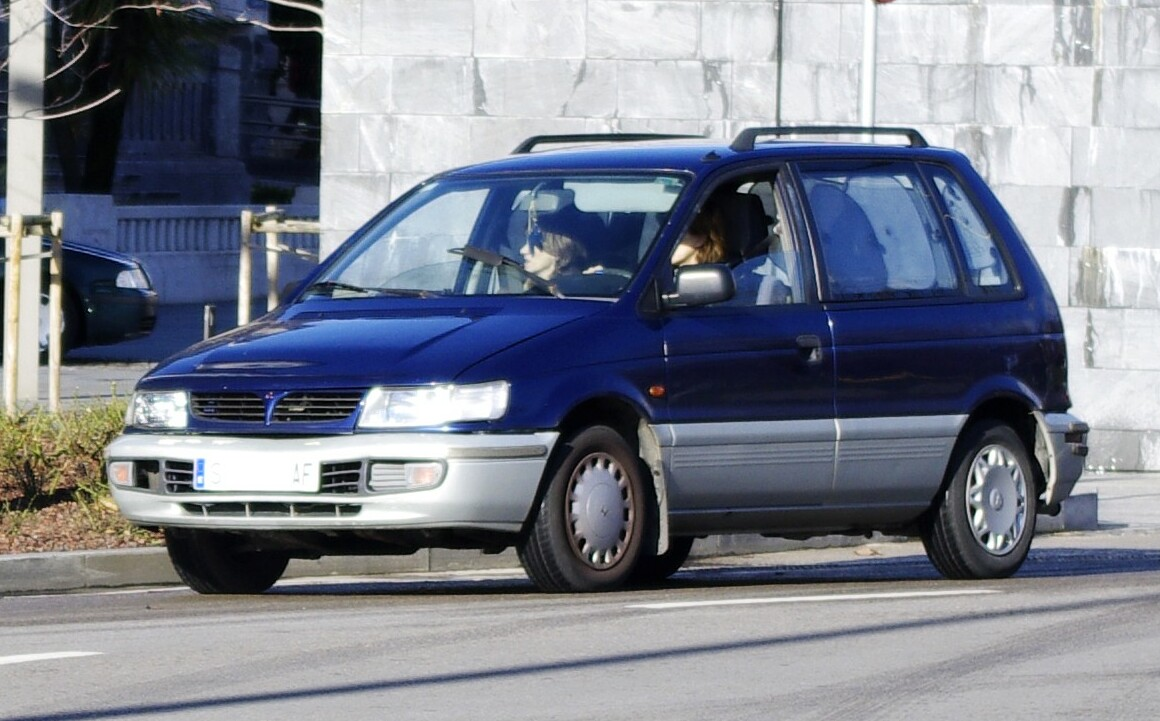
Facelift
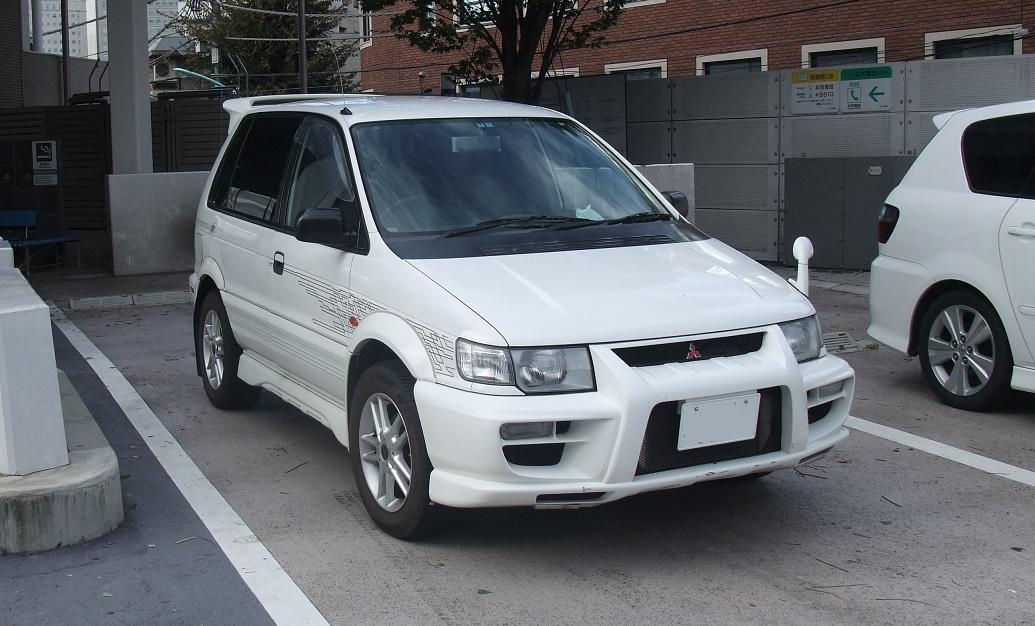
Mitsubishi RVR Hyper Sports Gear R
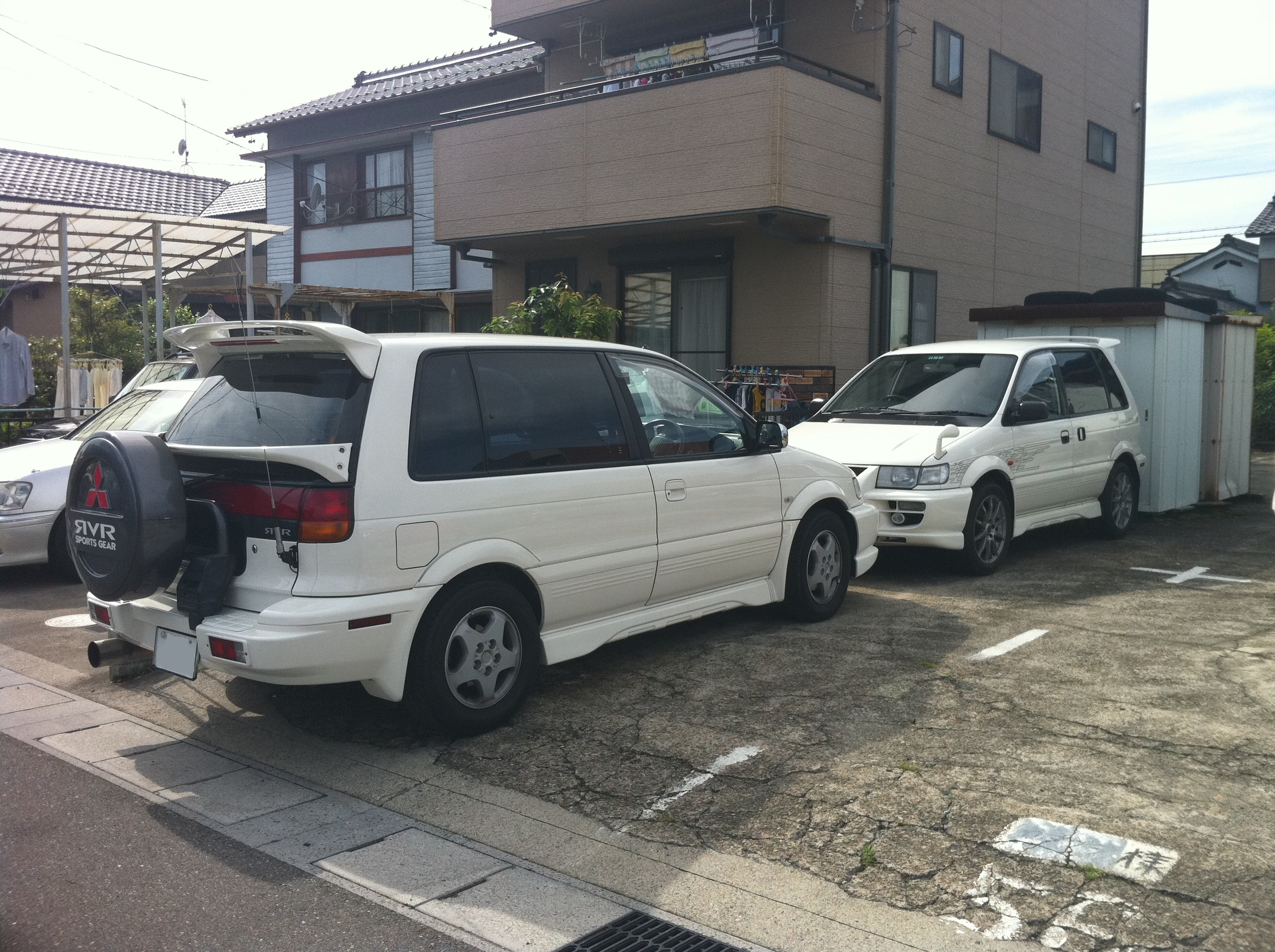
Heck- und Seitenansicht
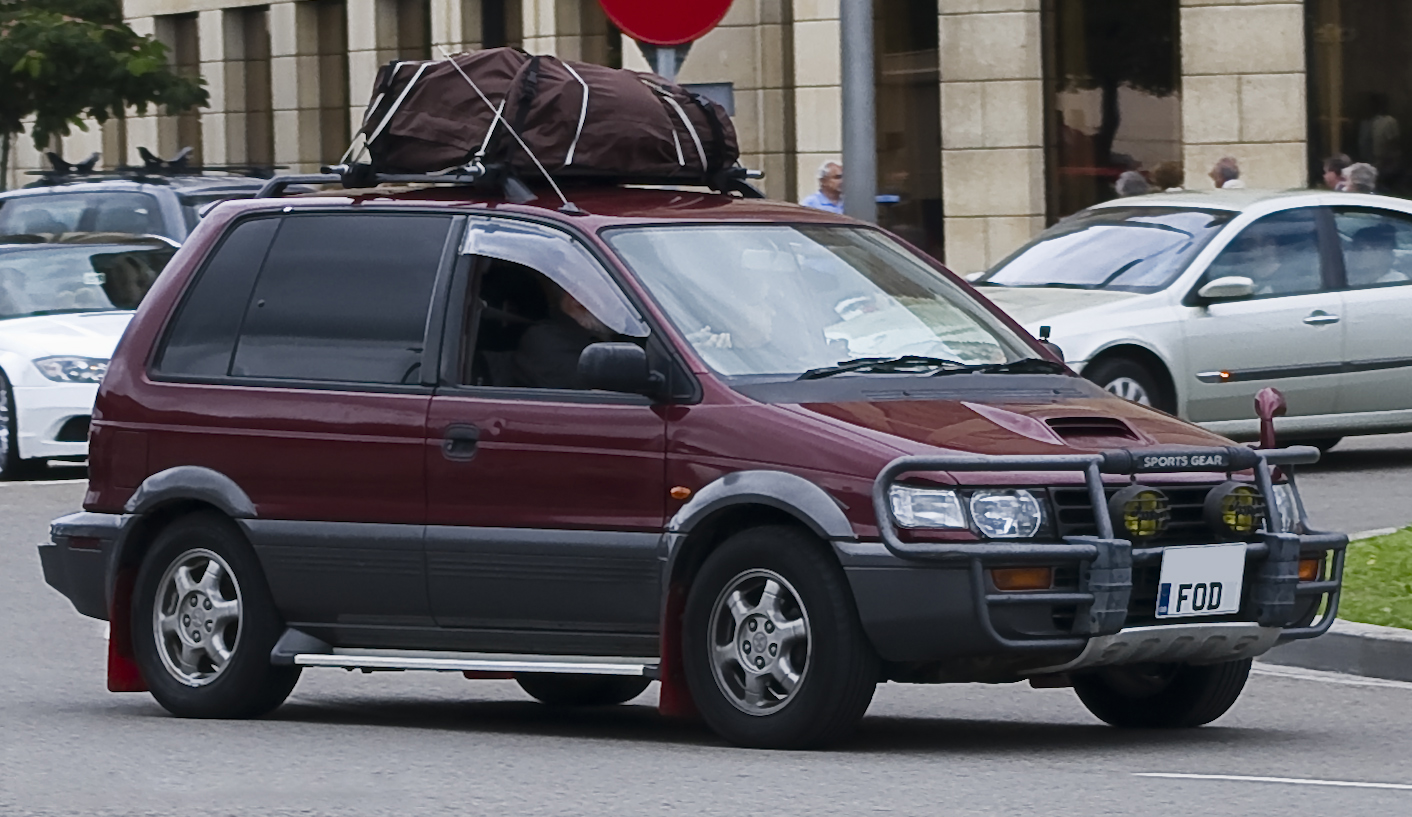
Mitsubishi RVR Sports Gear
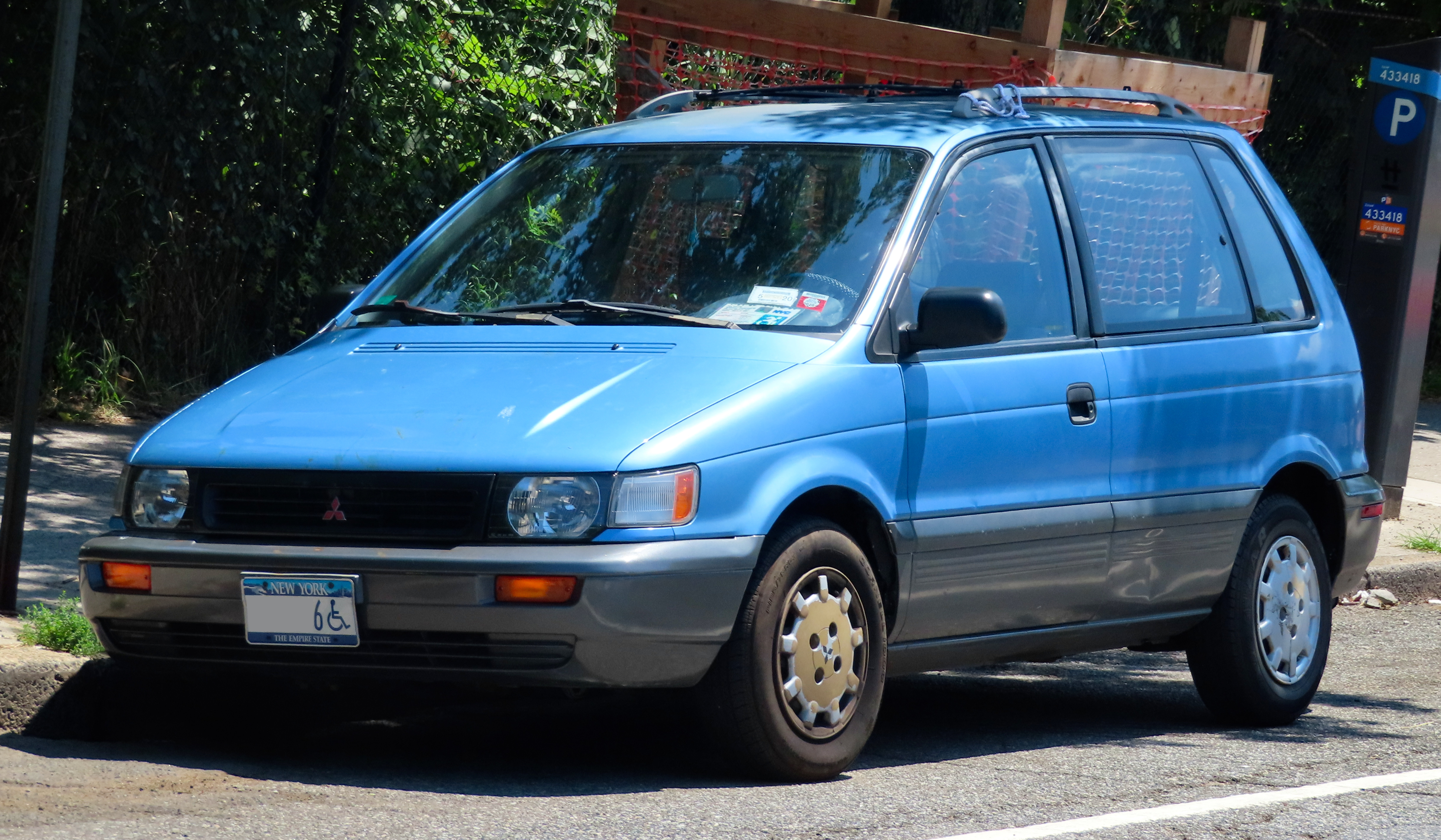
Mitsubishi Expo LRV
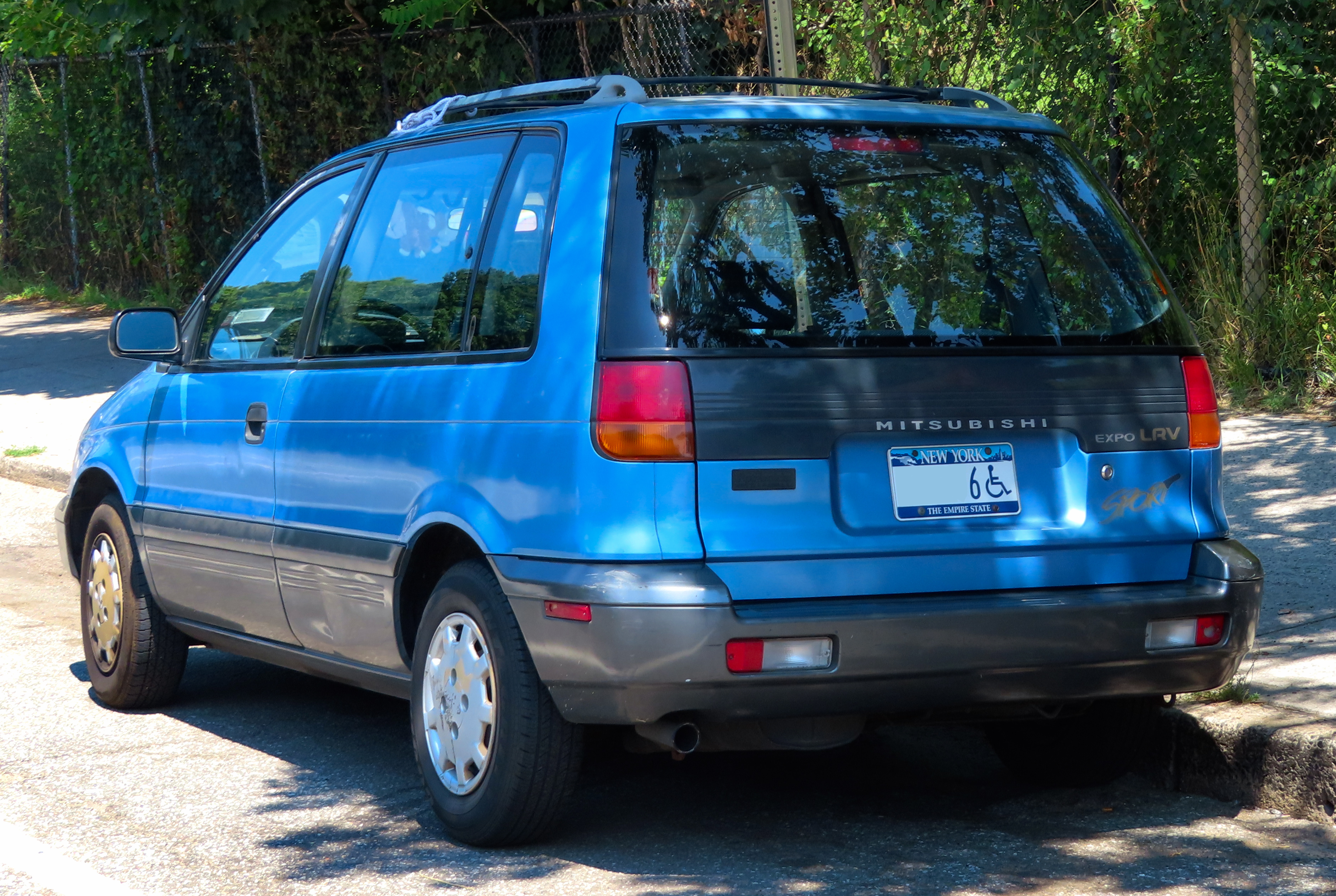
Heckansicht
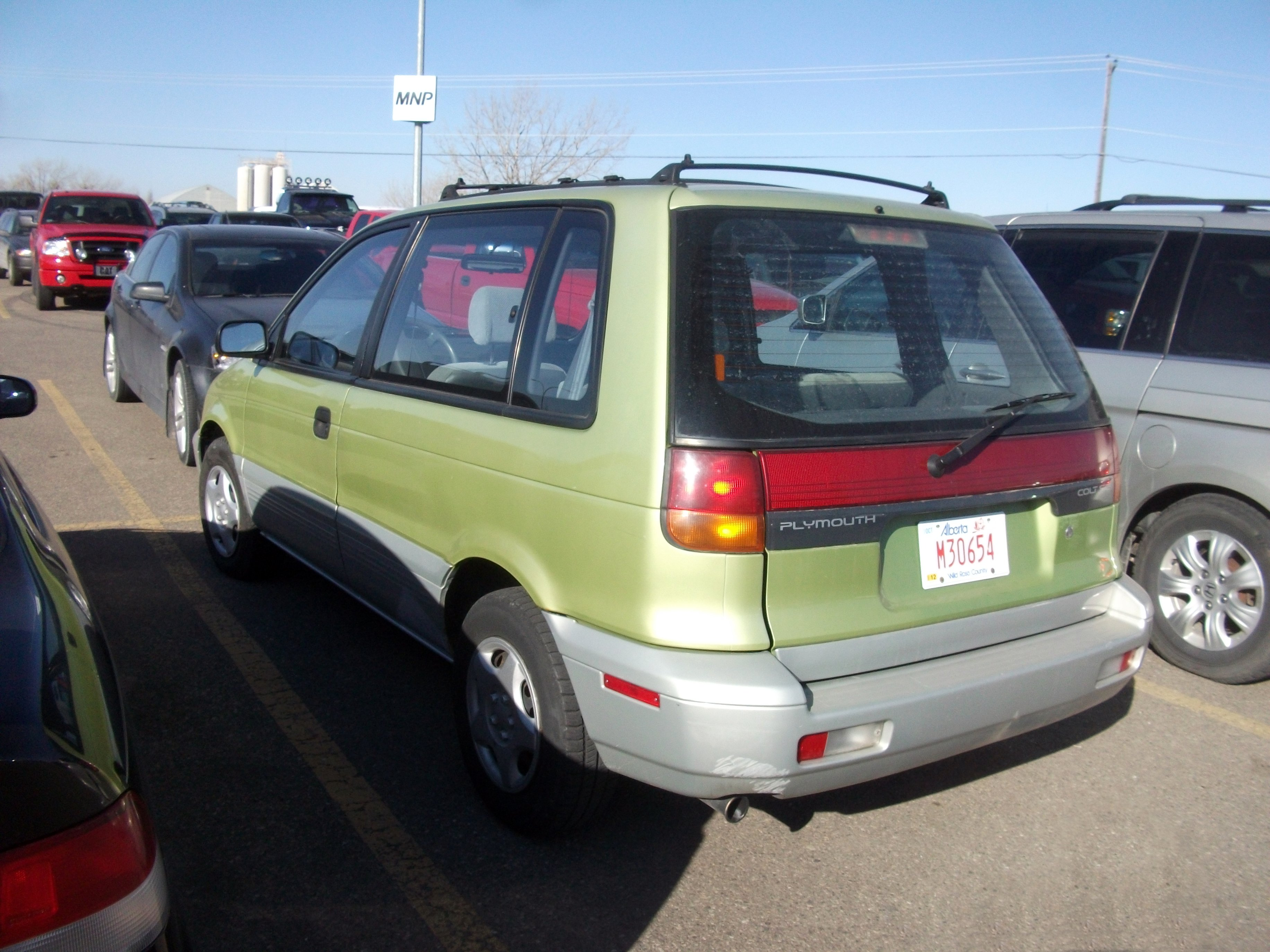
Plymouth Colt Vista (Heckansicht)
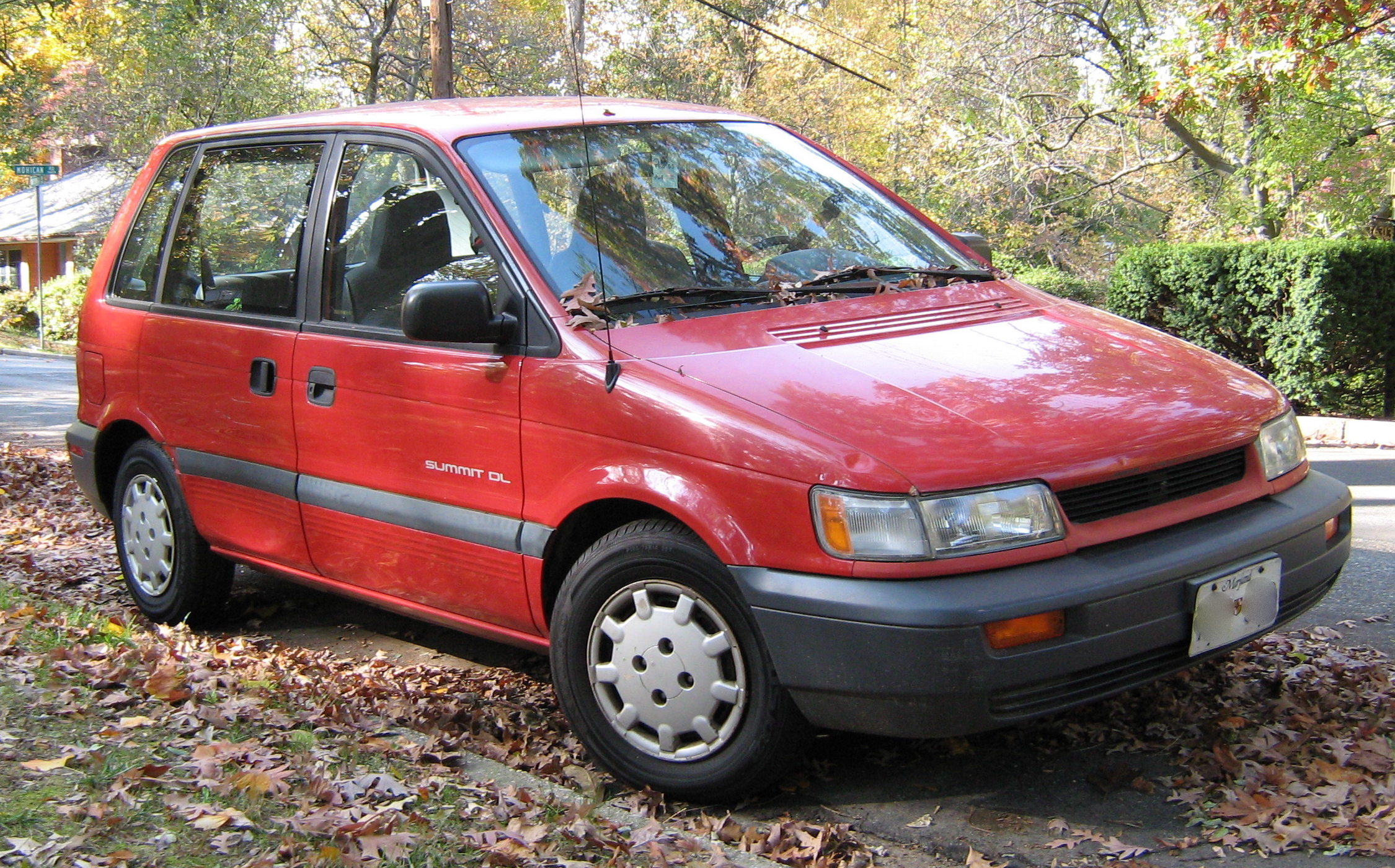
Eagle Summit Wagon
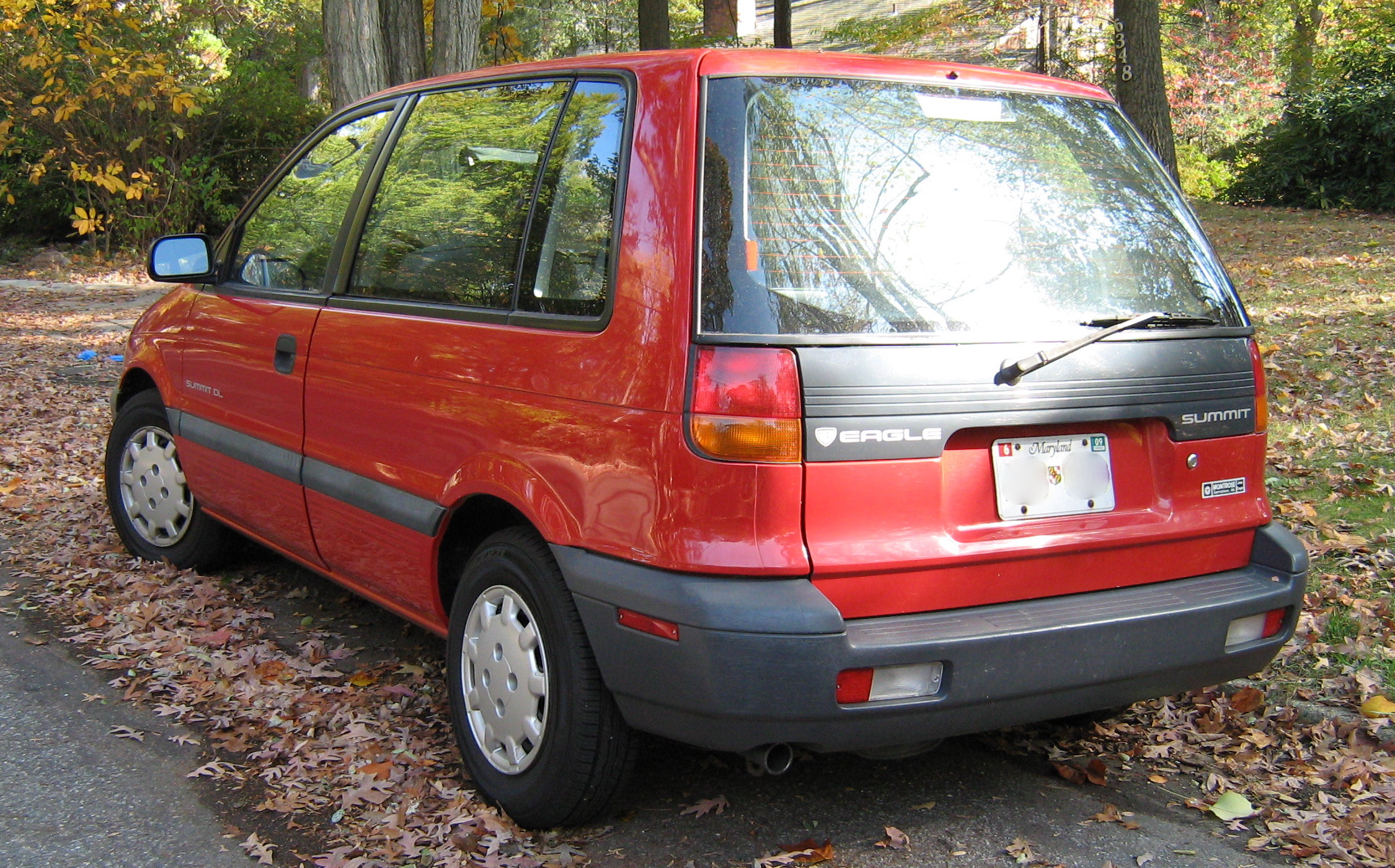
Heckansicht

## 2. Generation (N60/N70; 1997–2002)
Die zweite Generation des RVR wurde im Jahr 1997 in Japan eingeführt. Ab 1999 wurde das Modell als zweite Generation des Space Runner auch wieder in Europa angeboten. Auch diese Baureihe hatte als Besonderheit wieder eine Schiebetür auf nur einer Seite. Gebaut wurde diese Generation bis 2002.

In Nordamerika war das Modell nicht mehr erhältlich (außer in Mexiko).

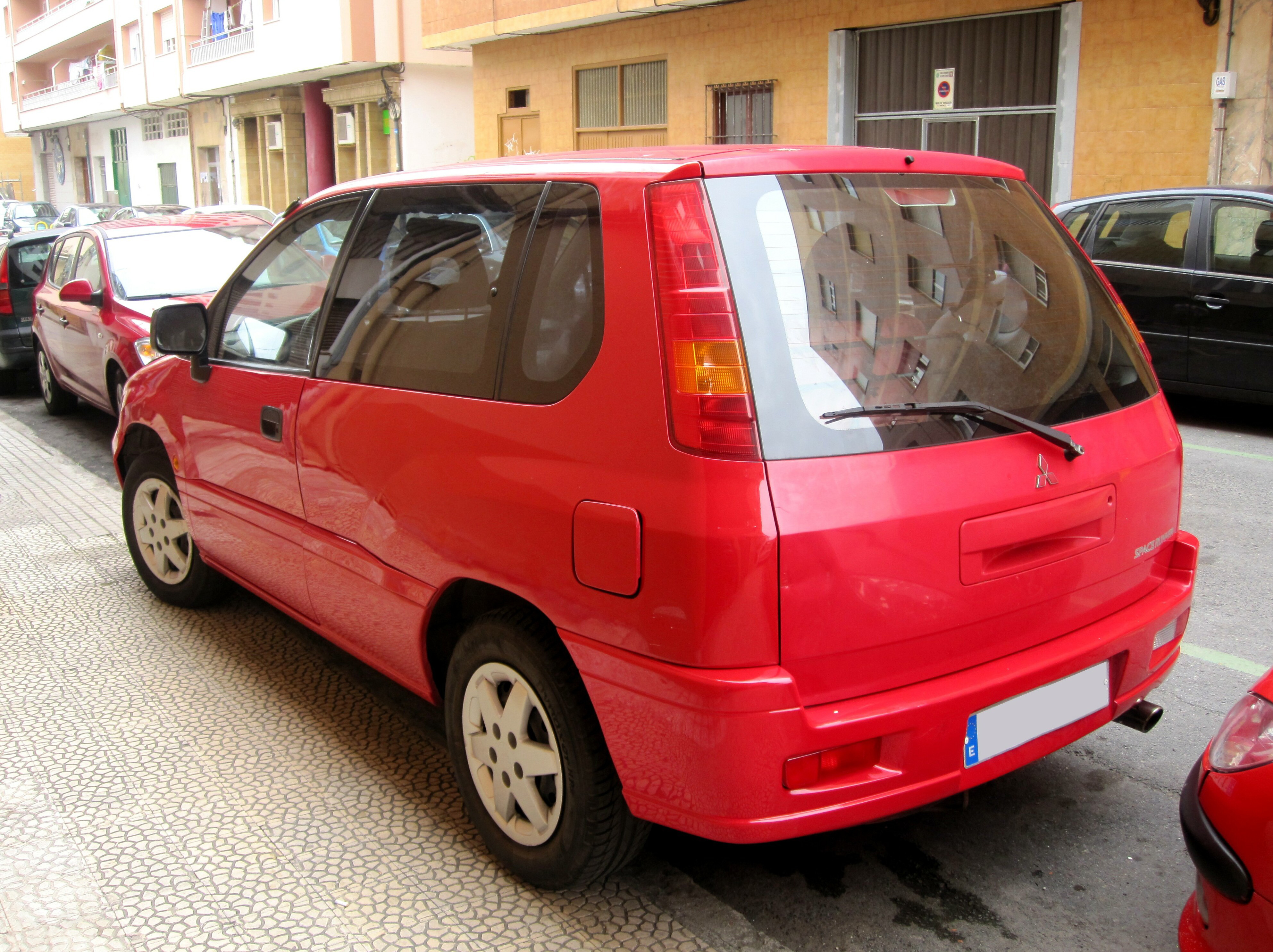
Heckansicht
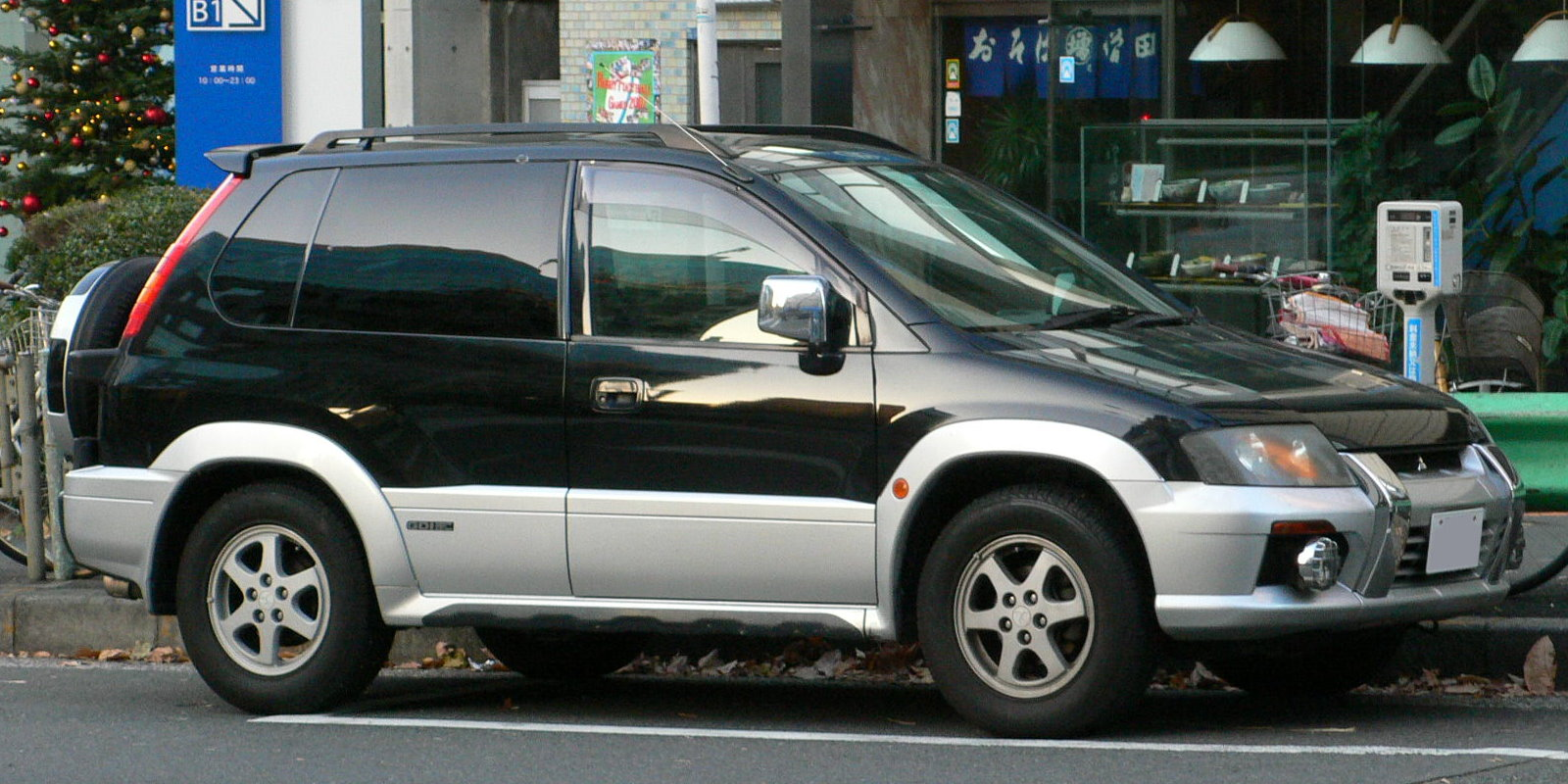
RVR (1997–1999)
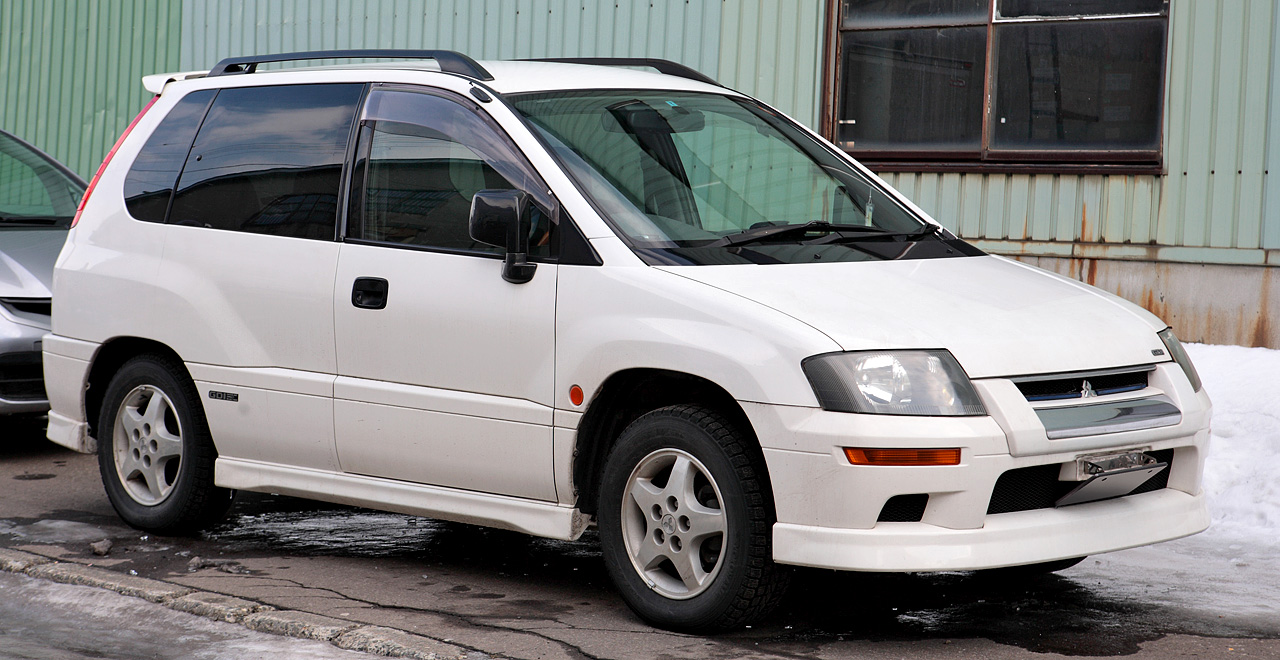
RVR
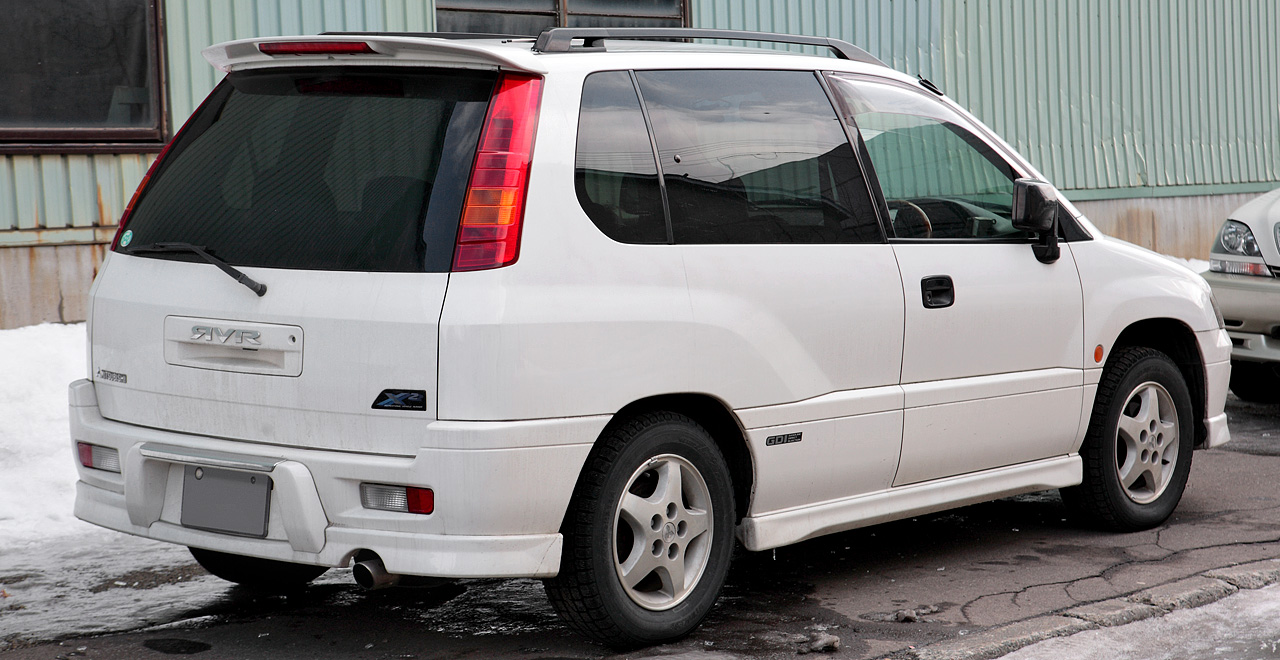
RVR (Heckansicht)